# Ilhas Virgens Americanas nos Jogos Olímpicos de Inverno de 2014
As Ilhas Virgens Americanas participaram dos Jogos Olímpicos de Inverno de 2014, realizados na cidade de Sóchi, na Rússia. Foi a sétima aparição do país em Olimpíadas de Inverno.

## Desempenho

### Esqui alpino
Feminino
| Atleta           | Evento         | Resultado  | Resultado  | Resultado | Resultado |
| Atleta           | Evento         | 1ª descida | 2ª descida | Total     | Pos.      |
| ---------------- | -------------- | ---------- | ---------- | --------- | --------- |
| Jasmine Campbell | Slalom         | 1:06.09    | 1:04.28    | 2:10.37   | 43º       |
| Jasmine Campbell | Slalom gigante | 1:32.05    | 1:33.00    | 3:05.05   | 56º       |

Legenda
| Recorde mundial      | Recorde mundial (World record)               |                       | Recorde africano                      | Recorde africano (African) |                                           | Q | Classificado por posição (Qualified) |
| Recorde olímpico     | Recorde olímpico (Olympic record)            | Recorde da América    | Recorde da América (Americas)         | q                          | Classificado por melhor tempo (Qualified) |   |                                      |
| Melhor marca do ano  | Melhor marca do ano (World leading)          | Recorde asiático      | Recorde asiático (Asian)              | DNS                        | Não largou (Did not start)                |   |                                      |
| Recorde nacional     | Recorde nacional (National record)           | Recorde europeu       | Recorde europeu (European)            | DNF                        | Não terminou (Did not finish)             |   |                                      |
| Recorde pessoal      | Recorde pessoal do atleta (Personal best)    | Recorde da Oceania    | Recorde da Oceania (Oceania)          | DSQ / DQ                   | Desclassificado (Disqualified)            |   |                                      |
| Recorde da temporada | Recorde da temporada do atleta (Season best) | Recorde sul-americano | Recorde sul-americano (South America) | NM                         | Sem marca (No mark)                       |   |                                      |